# Pulo Dapong
Pulo Dapong is een bestuurslaag in het regentschap Bireuen van de provincie Atjeh, Indonesië. Pulo Dapong telt 289 inwoners (volkstelling 2010).